# Prkenný Důl
Prkenný Důl (niem. Brettgrund) – dzielnica miasta Žacléř we wschodnich czeskich Karkonoszach. 
Znajduje się ok. 2 km od centrum miasta. 
Ośrodek narciarski z trasami zjazdowymi Arrakis i Bret.